# Melissa Bjånesøy
Melissa Linn Berman Bjånesøy (Chicago, 18 aprile 1992) è una calciatrice statunitense naturalizzata norvegese, attaccante del Vålerenga.

## Carriera

### Club
Dopo aver giocato nella formazione giovanile di calcio femminile della società polisportiva di Lyngbø, Melissa Bjånesøy si trasferisce al Sandviken, squadra dell'omonima polisportiva della cittadina dell'area urbana di Bergen, contribuendo alla sua promozione dalla 1. divisjon, secondo livello del campionato norvegese femminile di calcio, in Toppserien al termine della stagione 2010. Veste i colori del Sandviken per cinque stagioni consecutive, raggiungendo il massimo risultato nella stagione 2012, conquistando il sesto posto dietro il Kolbotn. Lascia la squadra al termine della stagione successiva, quando le biancorosse non riescono a risultare competitive finendo al dodicesimo e ultimo posto con la conseguente retrocessione in 1. divisjon. Bjånesøy si congeda con un tabellino personale di 30 reti siglate in 62 partite di campionato.
Durante il calciomercato invernale 2013 trova un accordo con lo Stabæk che le offre l'opportunità di rimanere in Toppserien e, grazie alla vittoria in campionato poter debuttare in una competizione internazionale per club, la UEFA Women's Champions League, nella stagione 2014-2015. Con lo Stabæk gioca 93 incontri siglando 34 reti in campionato prima di trasferirsi, durante il calciomercato estivo 2018, al Vålerenga.

### Nazionale
Nel 2010 viene convocata dalla Norges Fotballforbund (NFF), la federazione calcistica norvegese, per vestire la maglia della formazione Under-19 impegnata al Torneo di La Manga, debuttando al primo incontro della sua nazionale, il 1º marzo 2010, perso 2-1 con le pari età della Francia e dove è autrice dell'unica rete siglata dalla Norvegia al quale si aggiunge la rete della vittoria sugli Stati Uniti quattro giorni più tardi. Le prestazioni offerte confermano il suo inserimento in rosa anche nella squadra che affronta la seconda fase di qualificazione al campionato europeo della Repubblica di Macedonia 2010 dove la Norvegia, inserita nel gruppo 3, con due vittorie e una sconfitta si classifica al secondo posto ed è costretta a cedere alla Scozia come migliore seconda classificata l'accesso alla fase finale. Bjånesøy fa il suo debutto nel torneo UEFA il 27 marzo, nell'incontro vinto sulla Serbia, dove è autrice della rete che all'89' fissa il punteggio sul 4-0, e due giorni più tardi sigla una tripletta nell'incontro vinto 6-1 sulla Polonia.
Nella seconda parte dell'anno è nuovamente inserita in rosa con la formazione U-19 impegnata alle fasi di qualificazione all'Europeo di Italia 2011. Bjånesøy condivide il percorso che vede la sua squadra questa volta superare le qualificazioni ed accedere così alla fase finale per la settima volta nella sua storia sportiva. Durante la fase finale si mette particolarmente in luce, siglando 5 reti durante la fase a gironi, una nelle semifinali, quella che apre le marcature nell'incontro vinto per 3-2 sull'Italia, e quella "della bandiera" nella finale persa per 8-1 con la Germania al suo sesto titolo: grazie alle 7 reti siglate Bjånesøy è capocannoniere del torneo.
Grazie alla prestazione conseguita la Norvegia accede al Mondiale del Giappone 2012 con una formazione Under-20 selezionata dal tecnico Jarl Torske. Bjånesøy è inserita in rosa e gioca tutti i quattro incontri disputati dalla sua nazionale, concludendo al secondo posto la fase a gironi e venendo eliminata ai quarti di finale dalla Germania.
Nel frattempo, dal 2011, entra nella formazione Under-23 dove fino al 2015 totalizza 11 presenze, tutti in incontri amichevoli, segnando una rete.
Nel 2013 arriva la sua prima convocazione nella nazionale maggiore, inserita in rosa nella squadra che partecipa alla dodicesima edizione del torneo delle quattro nazioni, torneo ad invito che si svolge in Cina. Bjånesøy contribuisce alla vittoria della Norvegia nel torneo, che con due vittorie e un pareggio si classifica al primno posto, e sigla la rete della vittoria all'88' con cui la sua nazionale supera per 1-0 la Cina, che è anche la sua prima rete in nazionale. Negli anni a seguire tuttavia non viene utilizzata che saltuariamente, soprattutto in tornei ad invito, inserita in rosa per le edizioni 2013, 2014 e 2015 dell'Algarve Cup, mentre pur essendo inserita in rosa, le presenze in tornei UEFA si limitano all'incontro del 14 luglio 2013 nella fase finale dell'Europeo 2013, vittoria per la Norvegia sui Paesi Bassi per 1-0, e a quello del 13 febbraio 2014 valido per le qualificazioni al Mondiale di Canada 2015, vittoria per 5-0 della Norvegia sulla Grecia. L'ultima convocazione risale al 29 maggio 2015, incontro amichevole vinto per 2-0 sulla Finlandia.

## Palmarès

### Club
- 1. divisjon femminile: 1

Sandviken: 2010

### Individuali
- capocannoniere del Campionato europeo femminile Under 19 di calcio 2011 (7 reti)